# Bombardeig de Barcelona (1842)
El Bombardeig de Barcelona va tenir lloc el 3 de desembre de 1842.
La política lliurecanvista del regent Baldomero Espartero, i els perjudicis que provocava en la indústria i els treballadors havia portat a una revolta civil a Barcelona, i l'exèrcit va haver de refugiar-se al castell de Montjuïc. Els barcelonins no estaven pas disposats a claudicar a les ordres espanyoles i cantaven pel carrer:
| « | Sí, Mariquita, sí no, Mariquita no. Ja podeu tirar bombes Monona mía que non's fan por. | » |

Malgrat la cançoneta, el 3 de desembre del 1842 el capità general Antonio van Halen y Sarti va ordenar el bombardeig artiller de la ciutat des del castell amb un miler aproximat de projectils. L'acció artillera va ser indiscriminada, provocant incendis per tota la ciutat. L'operació es va iniciar abans del migdia i va concloure en la seva primera etapa a prop de les dues de la tarda. Es va reprendre dues hores després quan diversos edificis públics i privats cremaven o havien estat derrocats i la població recollia els ferits. A les 6 de la tarda van sortir dues comissions de ciutadans, una de la ciutat i una altra de la Barceloneta, es van dirigir a la caserna general per demanar que se suspenguessin les hostilitats i oferint la submissió de la Ciutat. La junta revolucionària demanava el cessament de l'atac per cedir la plaça i l'exèrcit va exigir la prèvia rendició i lliurament dels responsables de la revolta. A la mitjanit, els negociadors havien arribat a un acord amb Van Halen i es va donar per conclòs el bombardeig. El balanç final va llançar 1.014 projectils llançats, 462 edificis destruïts o danyats i entre 20 i 30 morts.
Un dels edificis afectats va ser la casa de la Ciutat, quan una de les anomenades bombes vermelles va caure en la sala gòtica del Consell de Cent, on va provocar un incendi que va trigar dies a ser extingit.
D'aquest episodi se'n recorda el paper del diplomàtic francès Ferdinand de Lesseps, que aconseguí entrevistar-se amb el cap de les forces repressores per tal que s'aturessin els bombardejos, que fossin alliberats nombrosos detinguts i que s'esmorteís la multa que hom pensava imposar a la ciutat. Aquestes actuacions motivaren que anys després (1895) Barcelona li dediqués una de les places més grans i emblemàtiques, la que tothora duu el seu nom.

## Conseqüències
Les mesures dictades pel capità general Antonio van Halen y Sarti, consistents en la declaració de l'estat d'excepció, lliurament d'armes, aplicació de fortes multes a la ciutat i a les persones que no col·laboressin, i la dissolució de la Milícia Nacional varen provocar una reacció contrària als objectius que es pretenien. Molts grups socials es posaren en contra del règim del general Baldomero Espartero i aquest va dimitir com a Regent i va haver de fugir a Anglaterra l'any 1843.
Una nova revolta l'any següent provocà un nou bombardeig, aquest cop centrat contra les drassanes i les muralles.